# Lathrolestes caudatus
Lathrolestes caudatus là một loài tò vò trong họ Ichneumonidae.